# Riccobaldo da Ferrara
Riccobaldo de Ferrare (1246 - après 1320) est un notaire italien et écrivain latin du Moyen Âge, chroniqueur, géographe et encyclopédiste. Il est parfois connu dans la littérature comme Riccobaldo da Ferrara, Riccobaldo Ferrarese ou encore Riccolbaldo

## Biographie
Riccobaldo est né à Ferrare ou dans les environs, très probablement en 1246. Le 4 octobre 1251, en tant que puer ( garçon ), il est témoin du passage à Ferrare du pape Innocent IV ; le 17 février 1264, adulescens ( adolescent ), il assiste aux funérailles à Ferrare d' Azzo VII d'Este ; il a comparu comme témoin à Ferrare sur un document du 15 décembre 1274 ; en mai 1282, il se trouve à Faenza ; en 1290, il apposa son sceau sur trois documents à Reggio d'Émilie où il exerce comme notaire auprès du vicaire (député) d' Obizzo II d'Este, le podestà de la ville. Il est connu pour avoir été à Padoue en 1293, à Ravenne en 1297-1300, exerçant sa profession à Ferrare en 1308, à nouveau à Padoue entre 1308 et 1313 et à Ferrare en 1310. Il est mort après 1318.
Les affirmations selon lesquelles son vrai nom serait Gervasio (Gervase), qu'il appartenait à la famille Mainardi et qu'il était pendant un temps chanoine à Ravenne, sont sans aucun doute le produit d'une érudition quelque peu approximative des XVIe et XVIIe siècles. 
Une chose qui est certaine, parce qu'il nous l'écrit, c'est qu'il portait les titres de dominus ( seigneur ) et de magister (maître). Puisque Riccobaldo se considère comme un exilé, des recherches ont été faites pour voir si l'exil fait suite à son soutien  à Aldobrandino II d'Este lors de l'affrontement de celui-ci avec son frère Azzo VIII, seigneur de Ferrare. Cette hypothèse ne trouve aucune preuve pour l'étayer. Le fait qu'il n'avait aucune sympathie pour la famille Este transparait  dans certaines de ses œuvres.  Riccobaldo était notaire auprès du vicaire (député) d' Obizzo II d'Este et à Ravenne, il semble avoir vécu à l'ombre d' Obizzo Sanvitale, archevêque de Ravenne, un partisan  de la famille Este. Pourtant, en 1308, immédiatement après l'expulsion de la famille Este de la seigneurie de la ville, Riccobaldo se trouve à Ferrare, jurant fidélité à l'Église de Rome.
L'histoire culturelle de Riccobaldo est clairement établie. Il a été témoin, des événements politiques de sa ville, et parfois de l'histoire de l'Italie dans son ensemble. Ce n'est que récemment qu'il a été possible de lui attribuer un « carmen » (chanson) politique en latin qui célèbre la liberté nouvellement acquise de Ferrare. Dans ce texte, il fait paraître , pour l'époque, une culture personnelle aboutie.  
De son propre aveu, sa première émulation pour l'écriture   provient  de son contact avec les archives de Nonantola et de Ravenne. À Ravenne, il connut, le Chronicon, c'est-à-dire l' Historia Ecclesiastica d' Eusèbe de Césarée, le Chronicon ( Chronique ) de Saint Jérôme, et selon toute probabilité aussi la cosmographie de Ravenne ; à Nonantola il a certainement eu accès à la suite de l'œuvre de Jérôme, écrite  par Saint Prosper d'Aquitaine .
Riccobaldo a écritdes compilations géographiques dont l'une, le De locis orbis, n'a été publiée pour la première fois qu'en 1986, tandis que l'autre, De origine urbium Italie, reste inédite. Il existe deux petits traités dont témoignent les manuscrits du Vatican, Biblioteca Apostolica Vaticana, Ottob. Iat. 2072, cc. 45-58 et Parme, Biblioteca Palatina, Parm. 331, cc. 45-67 (pour le premier) et Venise, Biblioteca. Nazionale Marciana, Lat. X, 169 (3847), cc. 2-31 (pour le second). Bien que ni l'un ni l'autre ne puisse être daté avec précision, le premier de ces travaux date de sa période de mariage et le second de ses dernières années.

## Éditions de ses œuvres
- Riccobaldo da Ferrara, Chronica parva Ferrariensis, Introduzione, edizione e note di Gabriele Zanella, Ferrara 1983 (Delegazione provinciale ferrarese di storia patria, serie Monumenti, IX).
- Ricobaldi Ferrariensis, Compendium Romanae Historiae, cur. À Hankey (FSI 108), Rome, 1984.
- Riccobaldo da Ferrara, De locis orbis, Introduzione, edizione e note di Gabriele Zanella, Ferrara 1986 (Delegazione provinciale ferrarese di storia patria, serie Monumenti, X)[2].
- Ricobaldi Ferrariensis, Compilatio chronologica, a cura di AT Hankey, Rome, 2000 (Istituto storico italiano per il Medio Evo, RIS 3, 4).